# Osse (województwo łódzkie)
Osse – wieś w Polsce położona w województwie łódzkim, w powiecie zgierskim, w gminie Stryków. W latach 1975–1998 miejscowość administracyjnie należała do ówczesnego województwa łódzkiego.

## Historia
Nazwa Ossa pojawiła się pierwszy raz w 1397 r., w łęczyckich księgach sądowych (Jacobus de Ossa). W 1400 r., w tym samym źródle, pojawia się nazwa Osza – Racziborius de Osza. Na początku XVI w. Jan Łaski w Liber Beneficiorum (z łac. Księga beneficjów, uposażeń) wymienia wieś (villa) Osse w parafii Koźle, dekanacie szczawińskim, archidiakonacie łęczyckim ("Łany folwarczne i kmieć jeden osadzony na łanie od folwarku odłączonym dawali dziesięcinę plebanowi w Koźlu, kmiece łany zaś dawały dziesięcinę na stół arcybiskupi a plebanowi jedynie kolędę"). W 1576 r. wieś opisana w źródłach jako Osze, w parafii Koźle, była własnością szlachecką Alberta Osowskiego i składała się z 8 ½ łanów, karczmy, młyna i 15 osadników. Później, wieś i folwark Osse pojawiają się w księgach z XIX w. opisane jako sąsiadujące z Sadówką, folwarkiem Jurków oraz wsiami Leszczyny i Popień, położonymi koło Jeżowa. Razem tworzyły dobra należące do Fryderyka Józefa Wolskiego z Podhajec, herbu Półkozic. W 1827 r. na terenie wsi znajdowało się 13 domów zamieszkałych przez 143 mieszkańców (średnio 11 osób w jednym domu). W 1836 r. majątek przejęła córka Józefa Wolskiego – Helena, żona hrabiego Jana Krukowieckiego, oficera wojsk napoleońskich i kontrowersyjnego generała wojsk polskich czasu powstania listopadowego. W 1874 r. folwark Osse zajmował powierzchnię 1161 mórg, z czego grunty orne i ogrody zajmowały 675 mórg, łąki 56 mórg, pastwiska 389 mórg, nieużytki 41 mórg. 4 budynki były murowane, 19 drewnianych, stosowany był płodozmian 16-polowy. Wieś Osse o powierzchni 215 mórg liczyła 16 domów i 240 mieszkańców. W rękach rodziny Krukowieckich Osse pozostawało do 1898 r. Później właścicielami byli kolejno: Karol Sulikowski (dyrektor kolei warszawsko-wiedeńskiej i warszawsko-bydgoskiej), Stefan Dobrzyniecki, a od 1926 r. Stanisław Chełchowski.
Wieś Osse odznacza się interesującym układem przestrzennym, w którym kompleks dworu i folwarku kompozycyjne zamyka jednostronny ciąg zabudowy działek chłopskich. Za starą genezą tego układu przemawiałaby obecność we wsi stawu, być może kiedyś położonego w centrum średniowiecznej owalnicy.

## Dwór
Do najistotniejszych obiektów kultury materialnej znajdujących się w Ossem zalicza się pochodzący z końca XIX w. dwór (wraz z zespołem parkowym w ewidencji WKZ). Budynek dworu był podpiwniczony, murowany z cegły. Składał się z parterowego, niewielkiego korpusu i oficyny piętrowej, ukształtowanych na planie litery „L”. Podjazd, który dziś zamienił się w boczną drogę, prowadzi do pozostałości murowanej bramy, wzdłuż południowej strony oficyny. Dwufilarowy ganek dworu wychodził w przeszłości na dekoracyjny ogród. Otoczenie dworu stanowi park wiejski o powierzchni 5,8 ha (w tym 2 ha zieleni), urządzony w II połowie XIX w. Park, mimo skrajnego zaniedbania, nosi ślady ambitnych założeń krajobrazowych. W przeszłości jego teren stanowiły dwa kompleksy drzew, rozdzielone prawdopodobnie sadem. Na terenie parku utworzono kilka stawów, z których największy znajdował się w pobliżu dworu. Stawy były połączone siecią ledwie dziś widocznych kanałów, a pomiędzy dworem i taflą wody rozciągał się rozległy trawnik, wyznaczający granicę ładnego, ogrodowego wnętrza. Staw główny jest dziś wyschnięty, a wszystkie otwarcia widokowe w parku wypełniły się, przez dziesiątki lat zaniedbań, gęstym lasem samosiejek. W parku znajdują się 24 pomniki przyrody (10 jesionów wyniosłych, 9 lip drobnolistnych, 4 kasztanowce oraz 1 klon), do których dziś nie sposób dotrzeć. Od wschodu z parkiem sąsiadują resztki zabudowy folwarcznej w postaci szczątków obory i stodoły.
W czasach komunistycznej Polski, w 1945 r. folwark i dwór zostały odebrane właścicielom – rodzinie Chechłowskich, i oddane w zarząd jednej z fabryk łódzkich, która urządziła tam warsztaty spółdzielni inwalidów, przeznaczając płody rolne z majątku dla swoich robotników. W 1948 r. majątek dworski  rozparcelowano i rozdano chłopom. Od tej pory dwór stopniowo popadał w ruinę. Przez lata mieszkali w nim prywatni lokatorzy, którzy nie dbali o jego stan techniczny. Obecnie zrujnowany dwór i zaniedbany park dworski znajdują się w rękach prywatnego właściciela i pozbawione są opieki.

## Wieś współcześnie
Współcześnie zabudowa wsi Osse koncentruje się w północnej części obszaru: po południowej stronie drogi Osse – Ciołek oraz po północnej stronie drogi Osse – Koźle. Zupełnie inaczej rozlokowana jest, położona w południowej części sołectwa, Kolonia Osse. Zabudowę północnej strony drogi Tymianka – Florianów wyraźnie ogranicza występowanie cieku przecinającego środkową część sołectwa. Z tej przyczyny, głównie w zachodniej części Kolonii Osse, zabudowa rozmieszczona jest po południowej stronie drogi. Wymienione cechy i czas powstania Kolonii Osse (XIX w.), pozwalają uznać wieś za rzędówkę. Po drugiej wojnie światowej zabudowa postępowała w kierunku północnym (wzdłuż drogi w kierunku Bronina) oraz północno-wschodnim (wzdłuż drogi w kierunku Koźla). W pozostałej części sołectwa nie nastąpiły istotne zmiany jej zasięgu i rozmieszczenia. W świetle źródeł historycznych największą liczbę mieszkańców sołectwo posiadało w okresie międzywojennym.
W latach siedemdziesiątych w południowej części sołectwa powstały pracownicze ogródki działkowe „Osa” liczące około 450 działek.
Wierni Kościola Katolickiego należą do parafii św. Szczepana w Koźlu.